# هارولد ديان
هارولد ديان (بالإنجليزية: Harold Dejan)‏ هو عازف جاز أمريكي، ولد في 4 فبراير 1909 في نيو أورلينز في الولايات المتحدة، وتوفي في 5 يوليو 2002 في الولايات المتحدة.

## وصلات خارجية
- هارولد ديان على موقع ميوزك برينز (الإنجليزية)
- هارولد ديان على موقع أول ميوزيك (الإنجليزية)
- هارولد ديان على موقع ديسكوغز (الإنجليزية)